# デルナ県

ISILの支配下地域。一部が実効支配下に置かれている事がわかる。

デルナ県（デルナけん、アラビア語: درنة、Darnah）は、リビア北東部のキレナイカ地方にある県。県都はデルナ。2007年の行政区画再編で、クバー県を編入した。アラビア語の発音は、ダルナー県に近い。

## 隣接県
北は地中海である。東でブトナーン県と、西でジャバル・アル・アフダル県と、南でアル・ワーハート県と隣接する。

## 歴史
2014年10月には県沿岸部の一部が過激派組織ISILリビア部門の支配下に置かれている。同組織は「イスラーム青年シューラ評議会」という過激派を前身として、ISILの戦闘員が参加している。
1998年から2007年までのデルナ県は下図のように現在より小さい、面積4908平方kmの県であった。西と南でクバー県と、南東でブトナーン県と隣接していた。

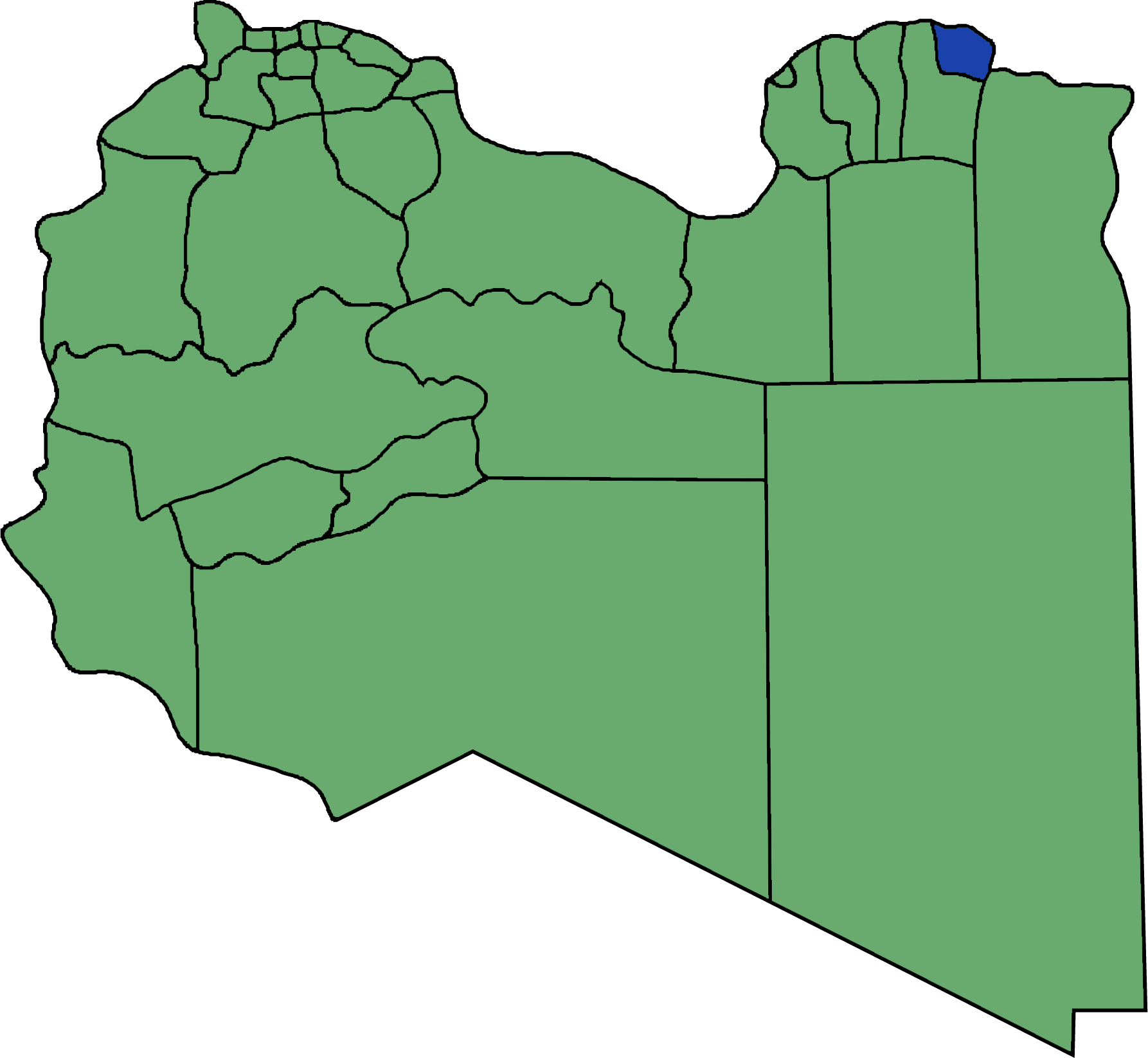
1998年から2007年のデルナ県